# أمين أباد (شهرضا)
أمين أباد هي قرية في مقاطعة شهرضا، إيران. عدد سكان هذه القرية هو 1,197 في سنة 2006.